# Norte 45 (métro de Mexico)
Norte 45 (en français : Nord 45) est une station de la Ligne 6 du métro de Mexico, située au nord de Mexico, dans la délégation Azcapotzalco.

## La station
La station est ouverte en 1983.
Son nom est dû à la proximité de l'avenue du même nom, située dans la Colonia Industrial Vallejo où les rues et les avenues verticales portent le nom d'un point cardinal. Le symbole de la gare est une représentation de la  rose des vents.